# Torreken te Walle

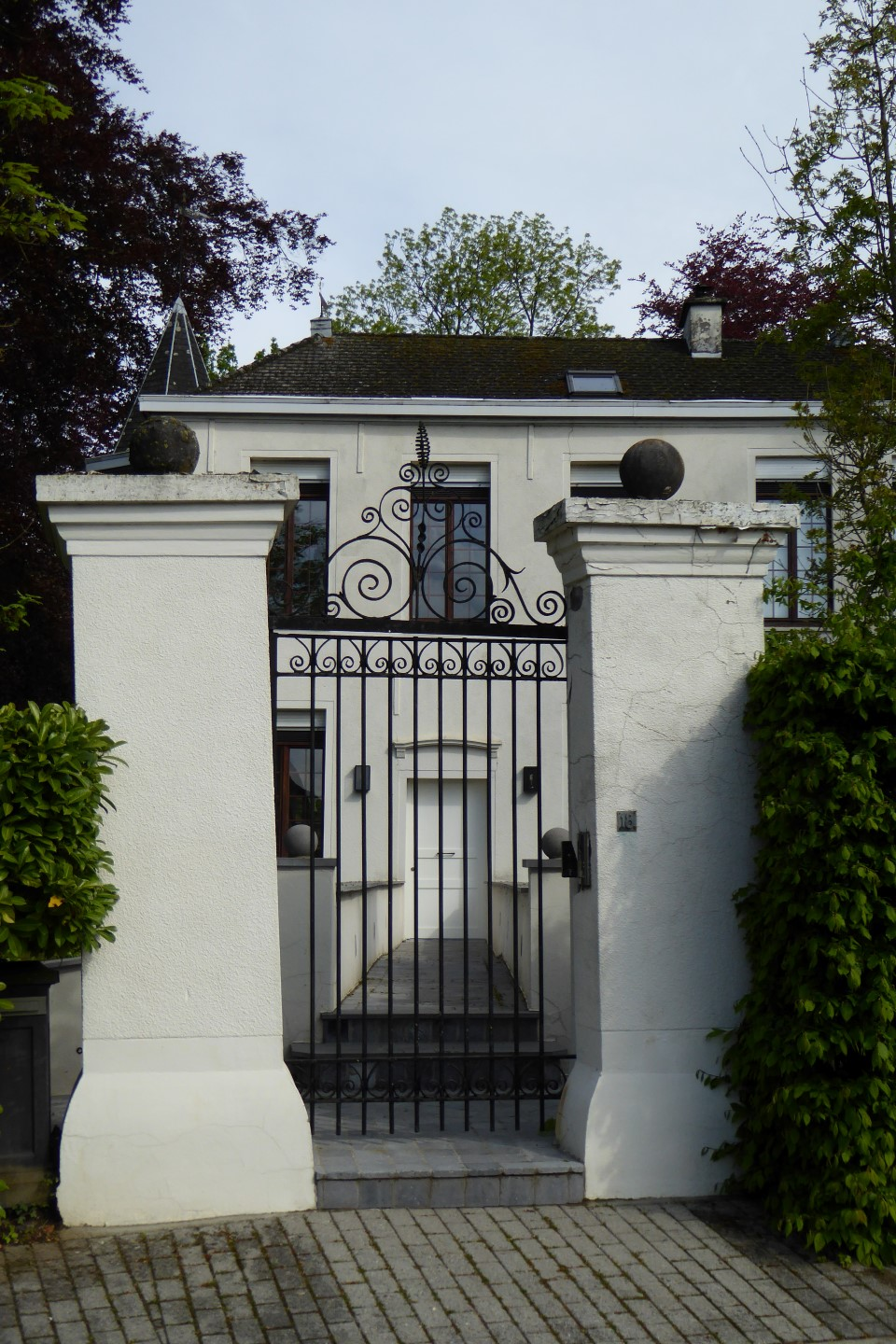
Torreken te Walle

Het Torreken te Walle is een kasteel in de tot de Oost-Vlaamse gemeente Oudenaarde behorende plaats Ename, gelegen aan de Wallestraat 18.

## Geschiedenis
In 1224 werd de naam te walle voor het eerst vermeld. In 1278 werd het goed verkocht aan de abt Gerard van Strijpen van de Abdij van Ename. Het goed werd gebruikt als centrum voor ontginningswerkzaamheden en later (1390) als buitenverblijf (maison de plaisance) voor de abt. Einde 16e eeuw vonden de godsdiensttwisten plaats waardoor de abdij in moeilijkheden kwam en in 1584 werd het goed verkocht aan een particulier. In 1733 was sprake van een casteel ghenoemt het torreken te walle.
Begin 19e eeuw kwam het goed in bezit van de familie Van de Walle. In 1952 werd het aangekocht door L. Van de Fonteyne. Daarna werd het kasteeltje nog vergroot.

## Gebouw
Het betreft een omgracht kasteeltje waarvan de oudste delen uit de 2e helft van de 17e eeuw stammen of ouder zijn. Het werd echter in de 19e eeuw en nog meer in de 20e eeuw gewijzigd en aangepast. Het huis heeft twee torentjes, respectievelijk voorzien van de initialen VDW en VDF, naar de meest recente eigenaars.
Het kasteeltje ligt aan de Riedekensbeek en nabij het Bos t'Ename.